# Estació de Carrilet (Térmens)
L'Estació de Carrilet és una obra noucentista de Térmens (Noguera) inclosa a l'Inventari del Patrimoni Arquitectònic de Catalunya.

## Descripció
L'estació del carrilet de Térmens es troba a llevant del nucli, arran de la carretera C-13 de Lleida a Balaguer (al marge dret d'aquesta carretera en direcció a Balaguer). La banda nord-oest afronta amb la carretera mentre que la banda sud-est, que antigament afrontava amb la via, actualment afronta amb un jardí privat.
Consisteix en una petita construcció de planta rectangular constituïda per maons a les cantonades i eixos estructurals i panys de paret recoberts d'un arrebossat de morter de calç. Les façanes ofereixen una disposició simètrica de les obertures: dues finestres a les façanes curtes i tres obertures (la porta al centre i dues portes, avui tapiades) a les façanes llargues. Les portes i les finestres són d'arcs rebaixats de maó disposat a plec de llibre i emmarcades amb maó vist. Les cantonades es configuren amb una disposició alternada de maons en tres trams amples i tres trams prims respectivament. A la part baixa de les façanes, inclòs a les cantonades, hi ha un sòcol de la mateixa altura que l'ampit de les finestres i a la part alta hi ha una cornisa configurada en quatre nivells decreixents separa la part central de les façanes d'un fris previ a la teulada. La teulada és a doble vessant i amb el carener longitudinal. El capcer de les façanes laterals es configura amb un frontó a un ull de bou d'obra de maó vist.
En general, l'estat de conservació de l'edifici és bo i segurament ha estat sotmès a restauració en època recent. Així, totes les zones amb maó vist estan actualment pintades en vermell: els marcs de les obertures, les cantonades, la cornisa, el frontó i l'ull de bou. Les parets estan pintades en blanc (inclòs les finestres tapiades de les façanes llargues) i el sòcol en gris. D'aquesta manera, l'aspecte de l'edifici deu de ser semblant al que oferia quan estava en funcionament com a estació (fins als anys 50 del segle XX). L'interior, en canvi, va ser totalment reformat i adaptat a altres usos.

## Història
La línia fèrria de via estreta coneguda popularment com 'el carrilet' que unia Mollerussa amb Balaguer es va inaugurar l'any 1905. Tenia un brancal (anomenat l'Empalme) que des del sud de Térmens anava a Menàrguens per al servei de la companyia sucrera d'aquesta població. A Térmens però, l'estació per a viatgers estava situada a tocar de la carretera de Balaguer i més pròxima al poble. La línia va ser clausurada el 1951 i l'estació fou venuda i adaptada com a vivenda.